# Alice Nordin
Alice Nordin (Stockholm, 4 mei 1871 – aldaar, 26 mei 1948) was een Zweeds beeldhouwster. 

## Biografie

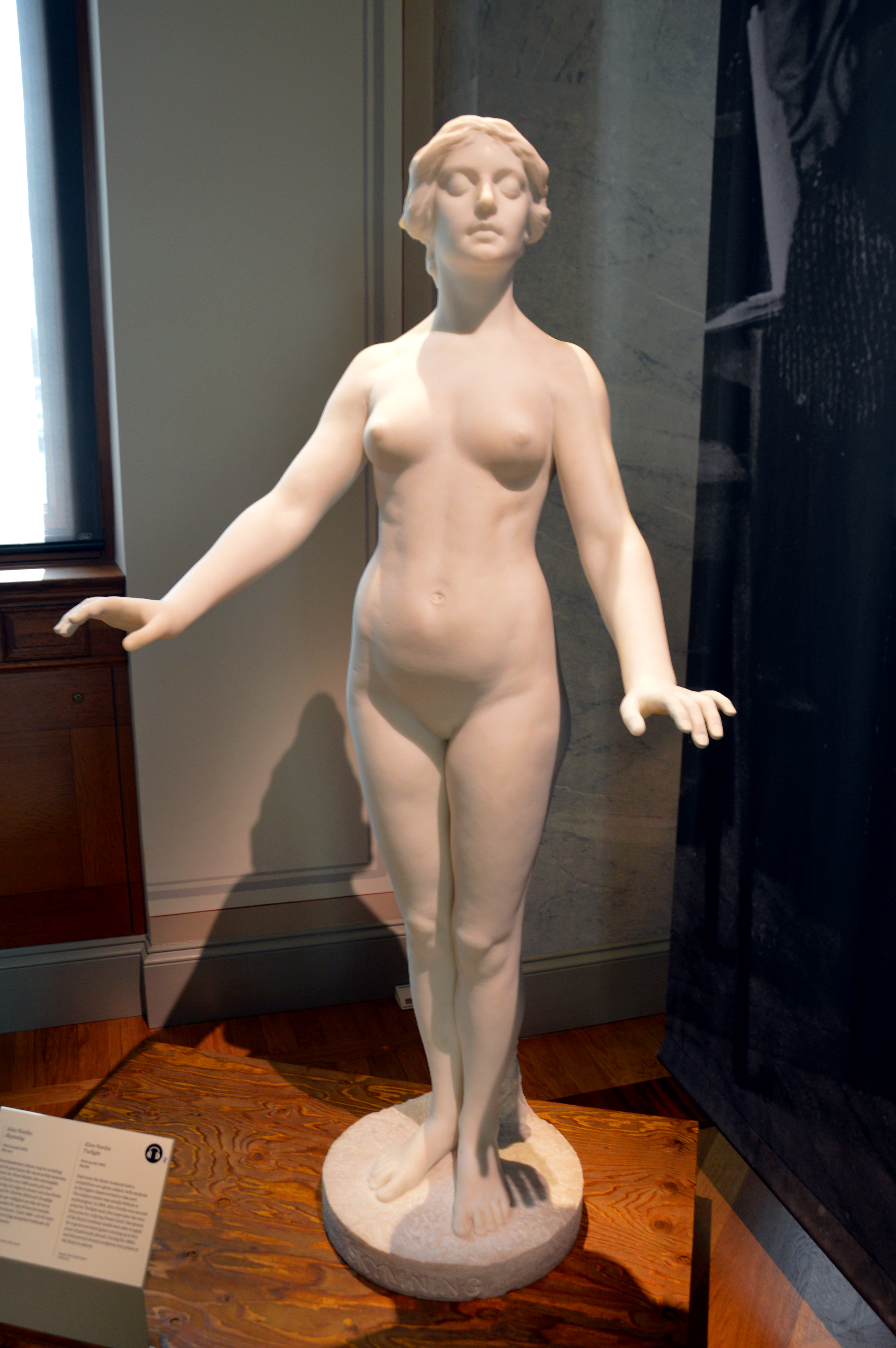
Skymning (Schemering, 1895) in het Nationalmuseum

Nordin studeerde aan de Koninklijke Kunstacademie in Stockholm. Nadat ze in 1895 een prijs won met haar beeld Skymning ('Schemering'), reisde ze naar Parijs, waar ze onder andere les kreeg van Jean-Antoine Injalbert. Ze pendelde vervolgens tussen Zweden, Frankrijk, Italië en Spanje. In 1911 werd ze de eerste vrouwelijke beeldhouwer die tentoongesteld werd in het Konstnärshuset. In 1925 ontving ze als eerste vrouwelijke kunstenaar de koninklijke Litteris et Artibus-medaille. Met haar werk nam ze deel aan de kunstwedstrijden op de Olympische Zomerspelen 1932 in Los Angeles.

## Musea
Het Nationalmuseum in Stockholm en het Kalmar Konstmuseum in Kalmar stellen werk van Alice Nordin tentoon.
- Bibliothèque nationale de France: cb124334059 (data)
- Gemeinsame Normdatei: 119501996
- International Standard Name Identifier: 0000 0000 5622 5218
- KulturNav: 4ac9de07-89f0-4d68-bead-b3e5381ce072
- Library of Congress Control Number: no2013016840
- Nederlandse Thesaurus van Auteursnamen: 153084146
- LIBRIS: 301737
- Système universitaire de documentation: 033471584
- Virtual International Authority File: 76408822
- WorldCat: E39PBJmMXf3yf3dptkqCXRhT73